# 별명 붙은 여자 2
별명 붙은 여자 2는 1970년 공개된 대한민국의 영화이다.

## 배역
- 신성일
- 윤정희
- 김희갑
- 허장강
- 유미
- 어윤길
- 여운계
- 김난영
- 성진아
- 유하나
- 김경란
- 김웅
- 이예성
- 윤일주
- 남방원
- 박병기